# لارن، هلند شمالی
لارن، هلند شمالی (به هلندی: Laren) یک منطقهٔ مسکونی در هلند است که در هلند شمالی واقع شده‌است. لارن ۵ متر بالاتر از سطح دریا واقع شده‌است.

## نگارخانه

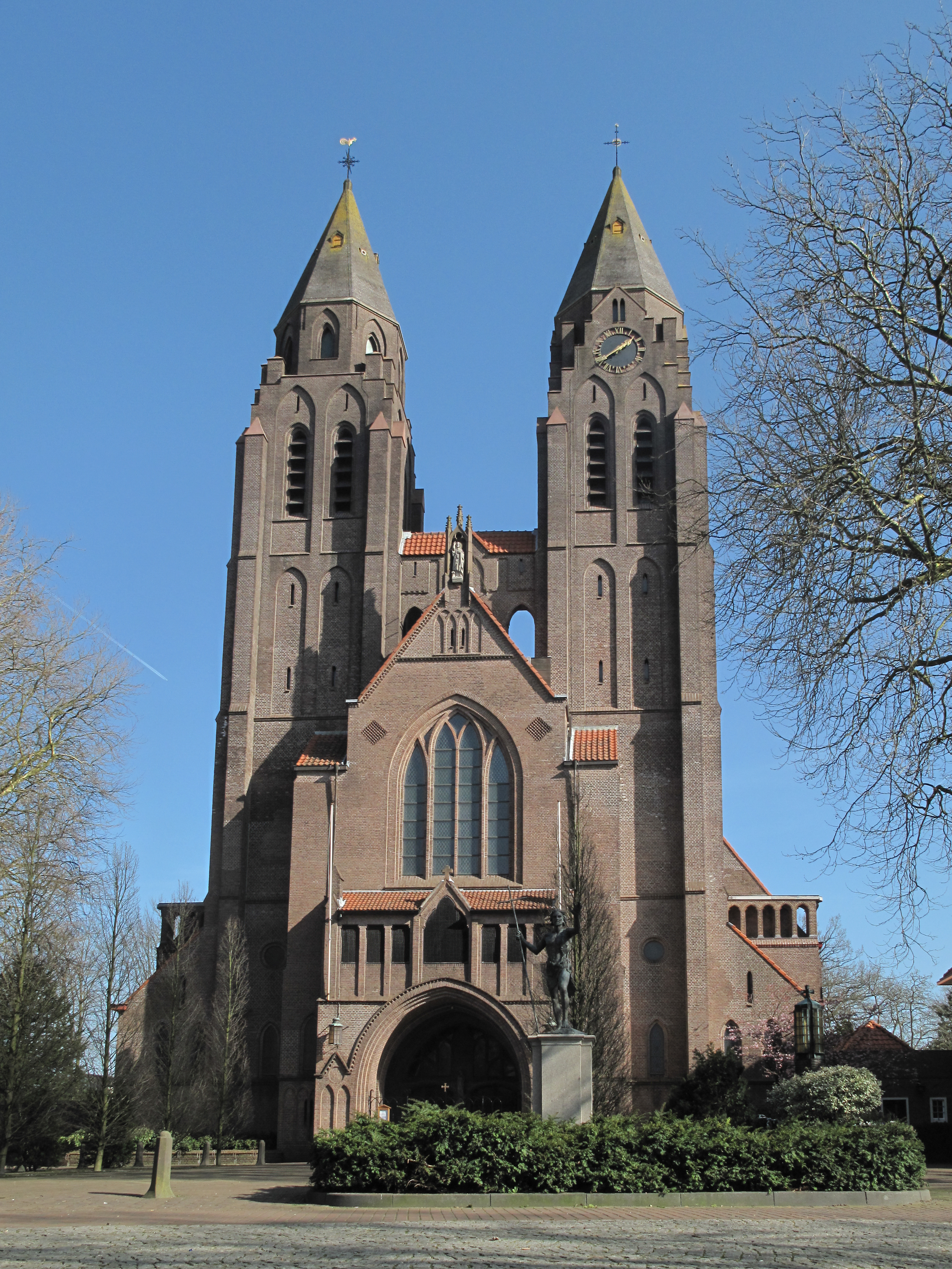
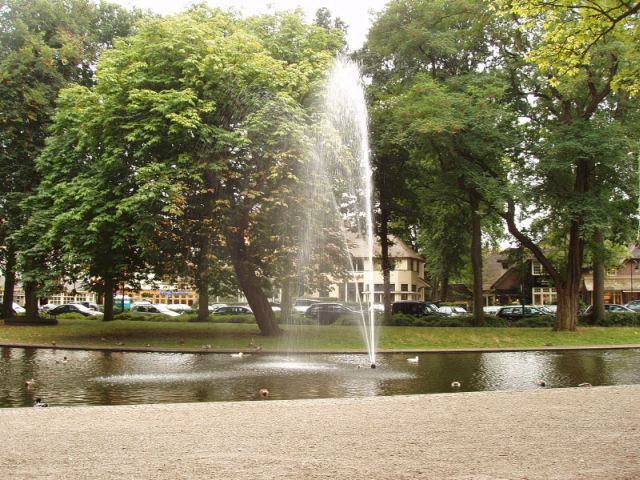
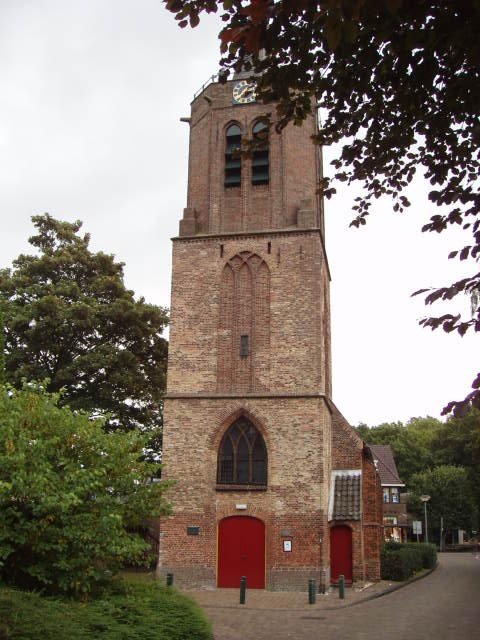